# Diana (album)
Pour les articles homonymes, voir Diana.
Albums de Diana Ross
The Boss (en)
(1979) Why Do Fools Fall in Love
(1981)
Singles
1. Upside Down
Sortie : 18 juin 1980
2. I'm Coming Out
Sortie : 22 août 1980
3. My Old Piano (en)
Sortie : 19 septembre 1980

Diana (typographié diana sur la couverture) est le onzième album studio de la chanteuse américaine Diana Ross, sorti le 22 mai 1980 sous le label Motown Records. Il est écrit et réalisé par Nile Rodgers et Bernard Edwards du groupe Chic. Diana est l'album studio le plus vendu de la carrière de Diana Ross, se vendant à plus de 10 millions d'exemplaires dans le monde et créant trois singles à succès internationaux, dont le tube international Upside Down.

## Sortie et historique
Après le succès américain de son album The Boss (en) en 1979, Diana Ross voulait « un son plus frais et plus moderne ». Après avoir entendu le travail de Nile Rodgers et son groupe Chic dans le célèbre club de discothèque de Manhattan, Studio 54, Diana Ross lui a proposé de créer un nouvel album pour elle, dans lequel est indiqué à travers les paroles où elle se sentait dans sa vie et sa carrière à l'époque.
Trois chansons de l'album sont sorties en single. Le premier est Upside Down sorti en juin 1980, qui devient un succès no 1 des classements à travers plusieurs pays dans le monde, dont le Billboard Hot 100 américain. En août 1980, le deuxième single I'm Coming Out est sorti ; ce single culmine à la 1re place du classement disco américain, la cinquième place du Hot 100, et le top 10 dans plusieurs pays à travers le monde. My Old Piano (en) est le dernier single extrait de l'album et se classe dans le top 10 de plusieurs pays.
Diana est l'un des quatre albums à être écrit et produit par Edwards et Rodgers en 1980, les trois autres étant King of the World de Sheila et B. Devotion, comprenant le succès Spacer, le quatrième album studio de Chic Real People et l'album We Are Family de Sister Sledge.

## Liste des titres
Toutes les chansons sont écrites et composées par Bernard Edwards et Nile Rodgers.
| A1. | Upside Down      | 4:05 |
| A2. | Tenderness       | 3:52 |
| A3. | Friend to Friend | 3:19 |
| A4. | I'm Coming Out   | 5:24 |

| Face B | Face B               | Face B | Face B | Face B | Face B | Face B | Face B | Face B | Face B |
| No     | Titre                | Durée  |        |        |        |        |        |        |        |
| ------ | -------------------- | ------ | ------ | ------ | ------ | ------ | ------ | ------ | ------ |
| B1.    | Have Fun (Again)     | 5:57   |        |        |        |        |        |        |        |
| B2.    | My Old Piano         | 3:55   |        |        |        |        |        |        |        |
| B3.    | Now That You're Gone | 3:59   |        |        |        |        |        |        |        |
| B4.    | Give Up              | 3:45   |        |        |        |        |        |        |        |
| 34:17  |                      |        |        |        |        |        |        |        |        |

## Crédits

### Musiciens
| - Diana Ross – voix principale - Alfa Anderson – chœurs - Fonzi Thornton (en) – chœurs - Luci Martin – chœurs - Michelle Cobbs – chœurs - Bernard Edwards – guitare basse - Nile Rodgers – guitare - Tony Thompson – drums - Andy Barrett (Schwartz) – piano | - Raymond Jones – claviers - Eddie Daniels – saxophone - Meco Monardo – trombone - Bob Milliken – trompette - Valerie Haywood (The Chic Strings) – cordes - Cheryl Hong (The Chic Strings) – cordes - Karen Milne (The Chic Strings) – cordes - Gene Orloff – chef d'orchestre |

### Production
| - Bernard Edwards – producteur pour Chic Organization Ltd. - Nile Rodgers – producteur pour Chic Organization Ltd. - Bob Clearmountain – ingénieur proposé face A ; pistes 1–4 - Bill Scheniman – ingénieur proposé face B; pistes 1–4 - James Farber – ingénieur - Neil Dorfsman (en) – ingénieur | - Ralph Osborn – ingénieur du son - Abdoulaye Soumare – ingénieur adjoint - Jeff Hendrickson – ingénieur adjoint - Lucy Laurie – ingénieur adjoint - Peter Robbins – ingénieur adjoint - Dennis King – mastérisation |

Toutes les chansons sont originellement enregistrées et mixées au studio Power Station à New York.
Réenregistrements vocaux principaux : Electric Lady, New York ; Motown/Hitsville USA Studios, Hollywood, Californie. Remixage par Russ Terrana et Diana Ross chez Artisan Sound Recorders, Hollywood, Californie.
Chansons mastérisées aux Atlantic Studios, New York.

## Classements et certifications
| Classement (1980-81)                | Meilleure position |
| ----------------------------------- | ------------------ |
| Allemagne (Media Control AG)        | 8                  |
| Australie (Kent Music Report)       | 17                 |
| Autriche (Ö3 Austria Top 40)        | 8                  |
| Canada (RPM Top Albums)             | 8                  |
| États-Unis (Billboard 200)          | 2                  |
| États-Unis (Top R&B/Hip-Hop Albums) | 1                  |
| France (SNEP)                       | 1                  |
| Norvège (VG-lista)                  | 3                  |
| Pays-Bas (Mega Album Top 100)       | 4                  |
| Portugal (Musica & Som)             | 5                  |
| Royaume-Uni (UK Albums Chart)       | 12                 |
| Suède (Sverigetopplistan)           | 1                  |

| Classement (1980)             | Position |
| ----------------------------- | -------- |
| Allemagne (Media Control)     | 49       |
| Canada (RPM Top Albums)       | 51       |
| États-Unis (Billboard 200)    | 95       |
| États-Unis (Top Black Albums) | 7        |
| Pays-Bas (Mega Album Top 100) | 32       |

### Certifications
| Pays                                                                                                   | Certification | Ventes     |
| --- | ------------- | ---------- |
| Canada (Music Canada)                                                                                  | Platine       | 100 000^   |
| États-Unis (RIAA)                                                                                      | Platine       | 1 000 000^ |
| Pays-Bas (NVPI)                                                                                        | Or            | 50 000^    |
| Royaume-Uni (BPI)                                                                                      | Or            | 100 000^   |
| *Ventes selon la certification ^Mise en rayon selon la certification xNon précisé par la certification |               |            |